# تفنگ اتوماتیک برونینگ
تفنگ اتوماتیک برونینگ (به انگلیسی: Browning Automatic Rifle) نوعی مسلسل سبک و تفنگ اتوماتیک آمریکایی است که در طول قرن بیستم مورد استفاده نیروهای مسلح این کشور و بسیاری از کشورهای دیگر دنیا قرار داشت. جان برونینگ طراح سلاح آمریکایی مخترع تفنگ اتوماتیک برونینگ است. وی این سلاح را در سال ۱۹۱۷ طراحی کرد. برونینگ یک سال بعد به طور رسمی وارد ارتش آمریکا شد و در اواخر جنگ جهانی اول از آن استفاده شد. این تفنگ اتوماتیک که مدل اصلی آن با نام ام۱۹۱۸ شناخته می‌شود، از فشنگ ۰۶-.۳۰ اسپرینگفیلد (۷٫۶۲x۶۳ م‌م) استفاده می‌کرد که فشنگ تفنگ ام۱۹۰۳ اسپرینگفیلد سلاح سازمانی آمریکا در آن دوران بود. مدل‌های صادراتی این تفنگ با فشنگ‌های دیگری هم ساخته شدند و پس از پایان جنگ جهانی دوم هم تعدادی از آن‌ها به فشنگ ۷٫۶۲x۵۱ م‌م فشنگ استاندارد ناتو تغییر کالیبر دادند.
برونینگ در کارخانه اسلحه‌سازی کلت تولید می‌شد و در دوران جنگ جهانی دوم کارخانه‌های مارلین راکول و وینچستر هم به تولید آن اقدام کردند. وقتی جان برونینگ حق امتیاز تولید این سلاح را به فابریک ناسیونال واگذار کرد کشورهای اروپایی همچون بلژیک، لهستان و سوئد نیز این این سلاح را در نیروهای خود به کار گرفتند.
آخرین مدل آمریکایی این سلاح ام۱۹۱۸آ۲ نام داشت که در جنگ جهانی دوم مورد استفاده قرار گرفت. این سلاح تا سال ۱۹۳۸ به عنوان سلاح استاندارد در نیامده بود و در این سال بود که به عنوان مسلسل سبک در اختیار جوخه‌های پیاده‌نظام قرار داده شد. آمریکایی‌ها در جنگ کره و در اوایل جنگ ویتنام هم از این سلاح استفاده کردند. با انتخاب فشنگ ۷٫۶۲x۵۱ م‌م به عنوان فشنگ استاندارد ناتو تلاش‌هایی برای تغییر کالیبر این سلاح به فشنگ جدید صورت گرفت اما طرح کلی این سلاح برای این تغییر مناسب نبود. این عامل و همینطور ورود سلاح‌هایی چون مسلسل چندمنظوره ام۶۰ که می‌توانست نقش یک مسلسل سبک را هم ایفا کند و تفنگ‌های اتوماتیکی چون ای‌آر-۱۵ و ام۱۶ باعث شد تا برونینگ در دهه ۱۹۵۰ و ۱۹۶۰ به تدریج از ارتش آمریکا کنار گذاشته شود و تا سال ۱۹۸۲ که مسلسل سبک اف‌ان مینیمی با نام آمریکایی ام۲۴۹ جای آن را گرفت ارتش آمریکا از سلاحی که اختصاصاً به عنوان تفنگ اتوماتیک جوخه طراحی شده باشد، بی‌بهره بود.
فلسفهٔ طراحی تفنگ اتوماتیک برونینگ این بود که نیروهای پیاده‌نظام سلاح اتوماتیکی در اختیار داشته باشند که بتوانند وقتی در حال حرکت به سمت مواضع دشمن هستند آن را از روی شانه یا زیر بغل خود به حالت رگبار شلیک کنند و به این ترتیب هر جوخه پیاده‌نظام از قدرت آتش متحرک برخوردار شود. وجود چنین سلاحی در آن دوران ضروری به نظر می‌رسید با توجه به اینکه در آن دوران تفنگ‌ها به صورت گلنگدنی طراحی می‌شدند و مسلسل‌های استاندارد هم بسیار سنگین بوده و شلیک آن‌ها از روی دست بسیار دشوار بود.
با این حال تفنگ اتوماتیک برونینگ هرچند -مثل دیگر طرح‌های جان برونینگ- بسیار خوب طراحی شده بود اما نتوانست نه در نقش تفنگ اتوماتیک و نه در نقش مسلسل سبک چندان موفق باشد، چرا که به عنوان یک تفنگ اتوماتیک بیش از حد سنگین و به عنوان یک مسلسل سبک بیش از حد سبک بود. این سلاح از طرفی برای شلیک از دوش بسیار سنگین بود چراکه بیش از دو برابر ام۱۹۰۳ اسپرینگفیلد و دقیقاً دو برابر ام۱ گرند، جایگزین اسپرینگفیلد و سلاح سازمانی ایالات متحده در جنگ جهانی دوم، وزن داشت و از طرف دیگر سبکتر از آن بود که در حالت شلیک رگبار کنترل‌پذیر باشد به ویژه زمانی که از روی شانه شلیک می‌شد. ظرفیت کم خشاب، و قابل تعویض نبودن لوله هم باعث می‌شد تا از نظر آتش مستمر نتواند با مسلسل‌های سبکی چون برن انگلیسی‌ها و دگتیاروف ۲۷ روس‌ها رقابت کند.